# Buritirama
Buritirama är en kommun i Brasilien.   Den ligger i delstaten Bahia, i den östra delen av landet, 700 km nordost om huvudstaden Brasília. Antalet invånare är 19 589.
Omgivningarna runt Buritirama är huvudsakligen savann. Runt Buritirama är det mycket glesbefolkat, med 5 invånare per kvadratkilometer.